# Pierre de Vizcaya
Le Baron Pierre de Vizcaya ou Pedro de Vizcaya, né le 5 juillet 1894 à Altorf (Alsace, dans le domaine familial de Jagerhof près de Molsheim) et mort le 15 juillet 1933 à Paris, est un pilote automobile espagnol.

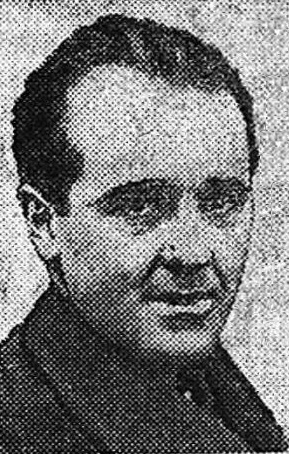
Pierre de Vizcaya en 1925.

## Biographie
Citoyen espagnol, Pierre de Vizcaya vit la majeure partie de son existence en France où son père le Baron Augustin de Vizcaya (natif de Bilbao), est le bailleur de fonds d'Ettore Bugatti dès 1909 lorsque ce dernier débute comme constructeur automobile à Molsheim. Également actionnaire de la Darmstadt Bank, Augustin de Vizcaya donne connaissance à Ettore Bugatti du site d'une ancienne teinturerie sur laquelle ce dernier implante son activité.
La carrière en course automobile de De Vizcaya s'étale de 1920, avec la Coupe des Voiturettes et le meilleur tour en course au Mans sur Bugatti Type 13 (l'une des premières de la marque) à 1926 avec le Grand Prix de l'ACF, sur Bugatti Type 39A.
Pilote officiel et exclusif de Bugatti, représente la firme jusqu'au États-Unis, aux 500 miles d'Indianapolis en 1923 où il abandonne et est classé douzième (derrière son équipier chez Bugatti le Prince de Cystria, 9e).
Après un début d'activité sur voiturettes, il opte pour les voitures de Grand Prix (plus puissantes) au Grand Prix de France 1922. Jusqu'en 1925 il ne porte qu'une casquette en course, mais lorsque Antonio Ascari meurt lors du Grand Prix de l'ACF, il porte pour la première fois un casque.
Il devient le premier propriétaire d'une Bugatti Type 43 Grand Sport, en 1927 à son retrait de la compétition. Pierre de Vizcaya qui s'intéresse aussi à l'aéronautique devient ensuite carrossier.
De Vizcaya meurt des suites d'un accident de la circulation, après son transport à l'hôpital. Sa tête heurte le sol après avoir été éjecté de son véhicule en voulant rattraper le chien du Comte Carlo Felice Trossi qui tentait de sauter hors de l'habitacle, alors que ce dernier l'accompagnait pour traverser le bois de Boulogne.
Son frère cadet Ferdinand (né en 1895) concourt quant à lui entre 1922 (Trofeo Armangué) et 1928 (course de côte de Cugat-Rabassada, avec une sixième et dernière victoire), plus souvent en côte que son aîné. Le benjamin, Andrès remporte la course de côte de Rabassada en 1926 en catégorie 1,5 l sur Bugatti. Il y termine deuxième en 1933 et remporte la Copa de Pascua en 1932 à Sitges.

## Palmarès
(4 podiums en Grand Prix Formule Libre, dont 2 en 1922)

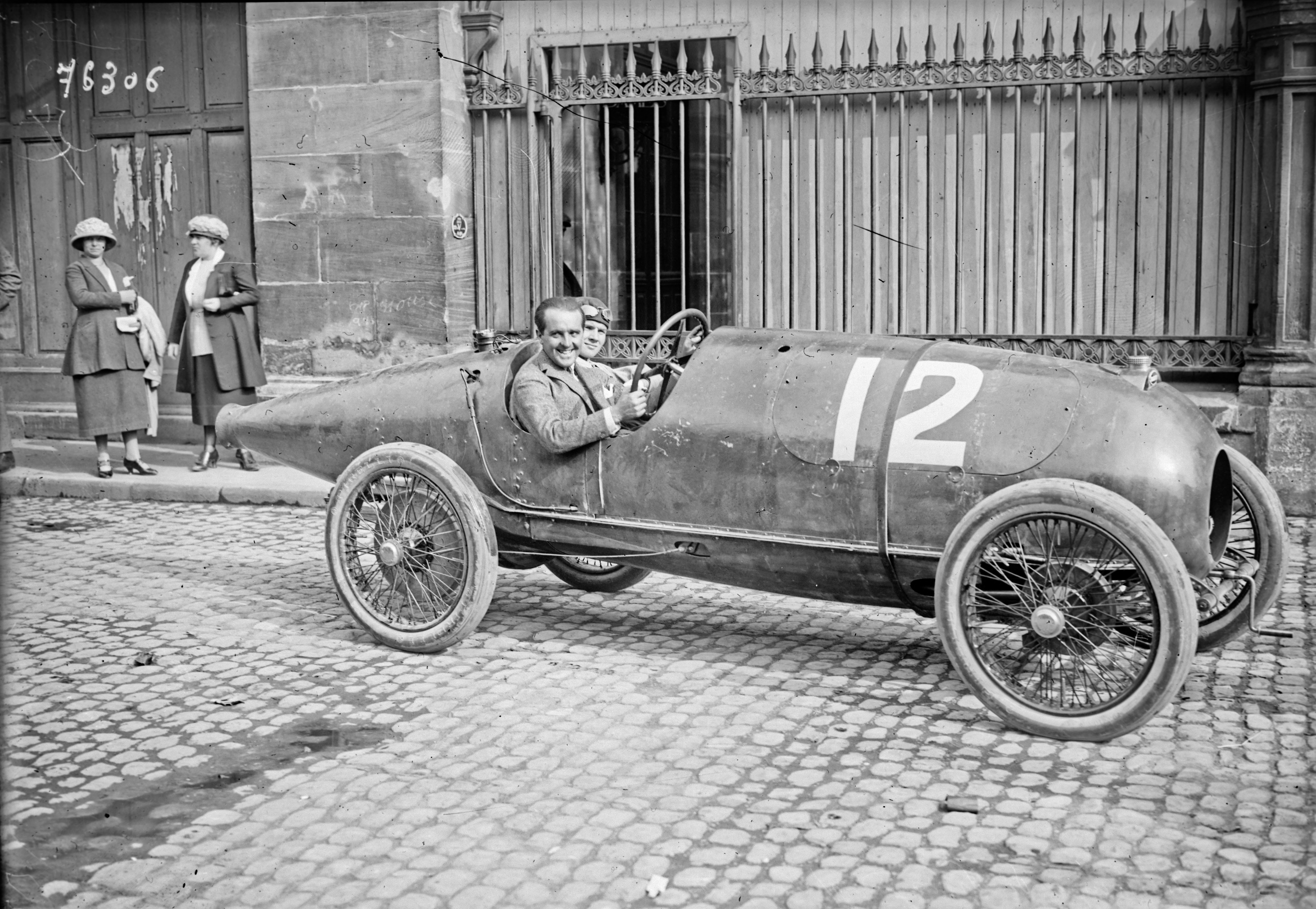
Grand Prix de France 1922.

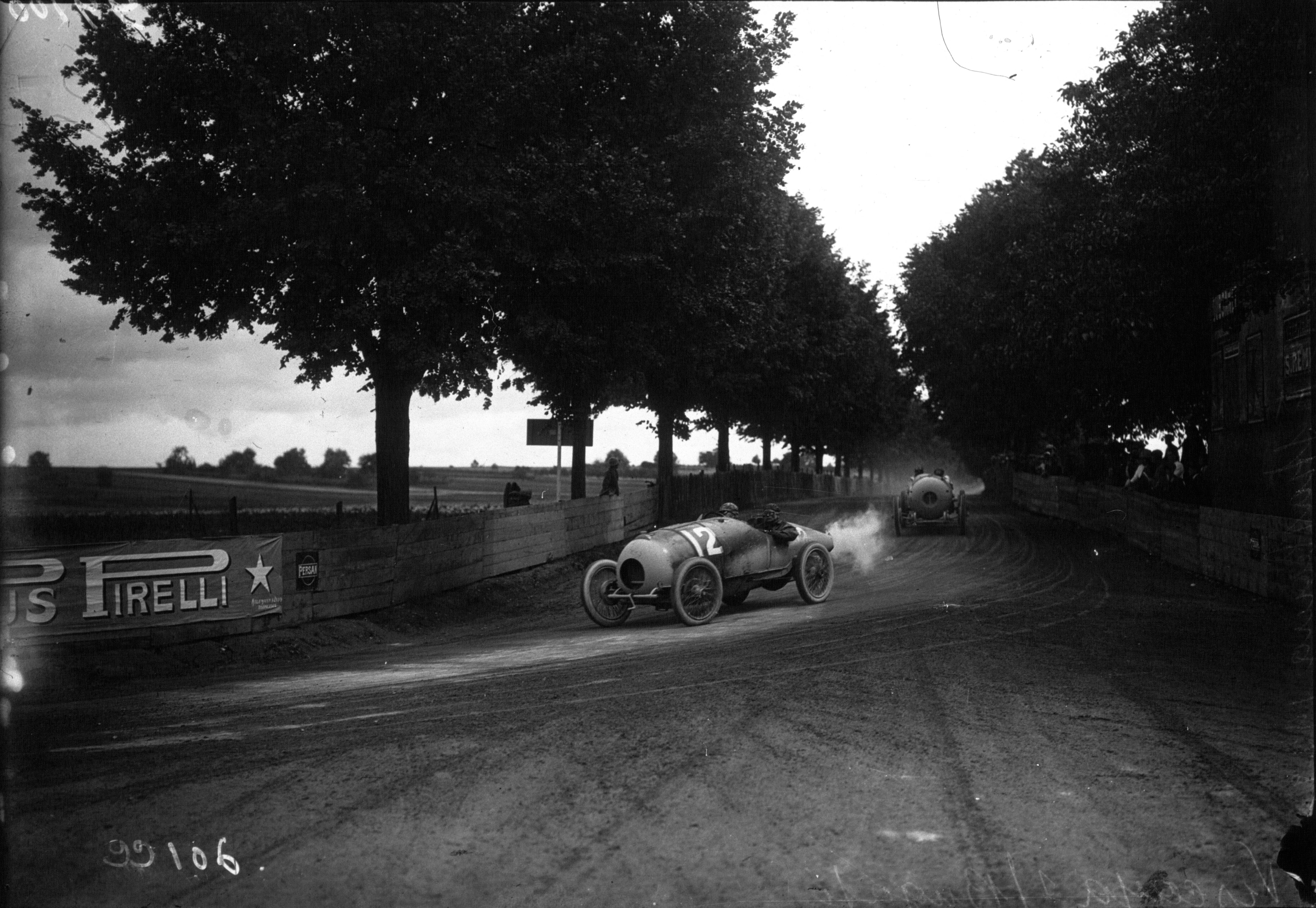
Pierre de Vizcaya devance l'Italien Giulio Foresti, lors du Grand Prix de France 1922 où il terminera deuxième.

- Vainqueur du 1er Grand Prix automobile de Penya-Rhin en 1921 voiturettes, sur Bugatti Type 22 (au circuit de Sitges-Terramar, à Vilafranca del Penedès)[2].
- 2e du Gran Premio delle Vetturette 1921 sur le circuit de Brescia, avec une Bugatti Type 22, meilleur temps en course.
- 2e du Grand Prix automobile de l'ACF 1922, sur le circuit de Strasbourg, avec une Bugatti Type 30.
- 2e du Grand Prix de l'Ouverture 1924 avec une Bugatti Type 35.
- 2e du Grand Prix de l'ACF 1925 sur voitures de sport à l'autodrome de Linas-Montlhéry avec une Bugatti Type 35, en Tourisme.
- 3e du Grand Prix d'Italie 1922 avec une Bugatti Type 30.
- 3e de la Coppa Florio 1925 avec une Bugatti Type 35.
- 3e du Grand Prix d'Alsace 1926 cyclecars avec une Bugatti Type 36.
- 4e du Junior Car Club 200 1921 des voiturettes sur le circuit de Brooklands avec une Bugatti Type 22.
- 4e de l'International "1500" Trophy1922 voiturettes sur l'Île de Man avec une Bugatti Type 22.
- 4e du Grand Prix de Saint-Sébastien 1925 avec une Bugatti Type 35 devant son frère Ferdinand.
- 4e de la Targa Florio 1925 avec une Bugatti Type 35.
- 5e du Grand Prix de Saint-Sébastien 1924 avec une Bugatti Type 35.
- 7e du Grand Prix automobile de l'ACF 1925 à Montlhéry avec une Bugatti Type 35, derrière son frère Ferdinand.
- 8e au général et 4e des voiturettes du Grand Prix d'Italie 1925 avec une Bugatti Type 37, derrière son frère Ferdinand (sixième au général et 2e des voiturettes).
- 12e des 500 miles d'Indianapolis 1923 avec une Bugatti Type 30 modifiée avec châssis de Type 22;

(Nota Bene: également meilleur temps au tour de la Coupe des Voiturettes en 1920, sur Bugatti T13)

### Courses de côte
- victoire de catégorie voiturettes à la côte du Mont Ventoux, en août 1912 (pneus Lutetia)[3]
- La Rabassada: 2e en 1924, sur Bugatti 2,0 l.

### Record
- Record de classe mondial sur le circuit de vitesse d'Arpajon, en 1924.

## Autres résultats de Ferdinand

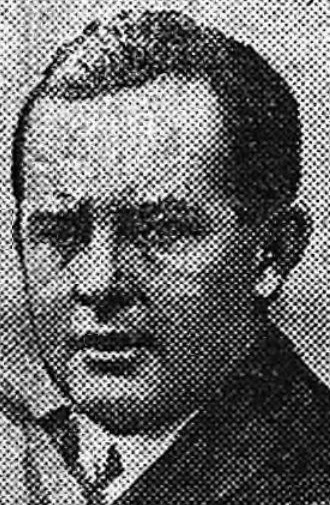
Ferdinand de Vizcaya en 1925.

- Grand Prix Formule 1,5 l 1926 (sur Bugatti, au circuit de Sitges, ainsi que l'épreuve de virages);
- 2e du Grand Prix de Saint-Sébastien voiturettes 1923 (sur Elizalde 511);
- 4e du Grand Prix automobile de Penya-Rhin 1923 voiturettes (sur Elizalde 511);
- 5e du Trofeo Armangue 1922 cyclecars (sur Elizalde 511, au circuit de Taragone);
- 6e du Grand Prix automobile de Penya-Rhin 1922 voiturettes (sur Elizalde 511);
- 6e du Trofeo Armangue 1923 cyclecars (sur Elizalde 511, au circuit de Taragone);
- 7e du Grand Prix automobile de Penya-Rhin 1922 voiturettes (sur Elizalde 511);
- 9e de la Targa Florio 1925, sur Bugatti Type 35;

### Courses de côte
- La Mata en 1922, sur Elizalde 4,0 l.
- La Rabassada (6) en 1923 et 1924 sur Elizalde 518, 1925, 1926, 1927 et 1928 sur Bugatti 2,0 l.

### Divers sur circuits
- Le kilomètre lancé à Penya-Rhin en 1924, sur Bugatti.